# Obrona ratusza w Karbali
Obrona ratusza w Karbali (obrona City Hall) – seria potyczek stoczona w dniach 3 kwietnia do 6 kwietnia 2004 pomiędzy irackimi rebeliantami Armii Mahdiego usiłującymi zdobyć ratusz (we wspomnieniach żołnierzy polskich określany jako City Hall) w centrum Karbali a broniącymi obiektu polskimi i bułgarskimi żołnierzami Wielonarodowej Dywizji Centrum-Południe.

## Przed starciem
Prowincja Karbala, wraz ze swą stolicą, znajdowała się w strefie odpowiedzialności operacyjnej 2 Grupy Bojowej (batalionu z 17 WBZ), której bazą był Camp „Lima” na obrzeżach miasta, obsadzony przez batalion polski, oddział inżynieryjny z Tajlandii oraz szpital wojskowy na bazie polskiej grupy medycznej. W mieście rozlokowana była także baza „Juliet”, siedziba dowództwa 1 BGB wraz z 1BG „czerwonych beretów” z Bielska oraz siłami kontyngentu bułgarskiego. W połowie lutego rozpoczęło się tworzenie w siedzibie ratusza JCC – połączonego centrum koordynacji, którego zadaniem miało być kierowanie wszelkimi siłami reagowania kryzysowego. Zadanie to realizował sztab 2 BG ppłk. R. Urbanka.
Od początku tworzenia JCC ze sztabu 2 BG tworzone były dyżury całodobowe w City Hall w składzie 2-3 oficerów operacyjnych, drużyny ochrony i zabezpieczenia medycznego. Rotacje dyżurów odbywały się poprzez przyjazd wzmocnionego patrolu z Camp „Lima”, przekazanie dyżuru zmianie obejmującej i powrót do bazy. Zmiany dokonywane były w miarę możliwości dwa razy na dobę, o różnych godzinach, gdyż przejazd patrolu każdorazowo odbywał się jedyną drogą do miasta przy szyickim cmentarzu, z którego wielokrotnie wojska koalicji były atakowane ogniem broni maszynowej, RPG, a czasem były to pułapki kombinowane. Rotacji dokonywał szef sztabu 2 BG ppłk Robert Urbanek.
Walki rozpoczęły się 3 kwietnia podczas muzułmańskiego święta Aszura, gdy do Karbali zaczęły ściągać wielkie liczby szyickich pielgrzymów. Tego dnia wieczorem, w odpowiedzi na prośbę o pomoc wystosowaną przez komendanta miejscowej policji, polskie siły szybkiego reagowania (ang. QRF) z bazy „Juliet” zostały skierowane do kompleksu ratusza w Karbali (dużego, dwupiętrowego budynku będącego jednocześnie siedzibą władz prowincji, policji oraz więzieniem). W ratuszu już od miesiąca całodobowe dyżury pełnili polscy żołnierze w ramach tworzonego JCC (Joint Coordination Centre) w składzie 2 oficerów operacyjnych z 2 BG bazy „Lima” osłanianych przez pluton z kompanii FOX batalionu z 17 WBZ w Międzyrzeczu.

## Przebieg walki
Po rozpoczęciu walk, około pierwszej w nocy, dowódca oddziału QRF z bazy „Juliet”, por. Kląskała (etatowo z bazy w Al-Hilla), meldował o potrzebie dostarczenia amunicji. Zadanie to przypadło plutonowi sił szybkiego reagowania (kryptonim „Hammer”) z bazy „Lima”. Przed godziną trzecią w nocy trzy lekko opancerzone samochody terenowe Honker i samochód ciężarowy Star z plutonu ochrony kompanii logistycznej 17 WBZ (12 żołnierzy i sanitarka z pielęgniarką z polskiego szpitala w bazie „Lima”) dojechały do bazy „Juliet” i po załadowaniu amunicji do pojazdów ruszyły do ratusza, dostając się następnie w środek ciężkich walk o budynek. Tymczasem zmieniły się rozkazy i oddział z bazy „Juliet” dostał polecenie natychmiastowego powrotu do bazy „Charlie” w Al-Hilla. W ratuszu pozostało 14 polskich żołnierzy, pielęgniarka, 3 Honkery, 1 samochód ciężarowy Star 266 oraz 8 żołnierzy bułgarskich z bazy „Kilo”, jak również dwa bułgarskie pojazdy opancerzone BRDM-2.
Po południu 4 kwietnia, w związku z zagrożeniem atakiem, polscy i bułgarscy żołnierze przygotowali stanowiska w ratuszu. W dniu tym siły rebelianckie przeprowadziły zakrojoną na dużą skalę serię zamachów, w których zginęło ogółem około 140 irackich cywilów. Jednocześnie doszło do masowej dezercji oddziałów irackiej policji, obsadzającej wraz z Polakami i Bułgarami ratusz. Nocą oddziały rebelianckie przeprowadziły pierwszy zmasowany atak na broniony przez Polaków i Bułgarów budynek. Mimo odparcia ataku i przeszło 80 zabitych bojowników (strona polsko-bułgarska nie poniosła strat ani tego dnia, ani podczas kolejnych dni oblężenia), przez kolejne trzy noce siły rebelianckie przeprowadzały kolejne szturmy, ponosząc dalsze straty. Wszystkie ataki zostały odparte. Jedynie w wyniku ostrzału moździerzowego na dachu budynku City Hall ranny został jeden z żołnierzy bułgarskich. Ze względu na przewagę ogniową obrońców, rebelianci atakowali prawie wyłącznie nocami.
W skład sił rebelianckich wchodziły głównie oddziały milicji Armii Mahdiego, bojownicy Al-Kaidy, a nawet, wedle późniejszych relacji polskich żołnierzy, najemnicy z Czeczenii. Czwartego dnia oblężenia do skrajnie wyczerpanych, pozbawionych amunicji i żywności obrońców ratusza dotarli z odsieczą żołnierze z 18 Bielskiego Batalionu Desantowo-Szturmowego. Był to jednocześnie koniec bitwy, gdyż wykrwawieni rebelianci wycofali się.

## Po walce
Pomimo rozmiarów bitwy oraz faktu zdecydowanego zwycięstwa nad przeważającym wrogiem, media w Polsce praktycznie nie informowały o tym wydarzeniu. Żołnierze nie otrzymali też żadnych odznaczeń. O bitwie zaczęto mówić głośniej dopiero we wrześniu 2008 wraz z pojawieniem się w „Gazecie Wyborczej” artykułu na jej temat, zawierającym wywiad z biorącymi udział w walkach polskimi żołnierzami. Po tym artykule i wielu innych, między innymi w Polsce Zbrojnej, niektórzy żołnierze zostali odznaczeni Gwiazdą Iraku. W 2009 r. kpt. Grzegorz Kaliciak otrzymał Krzyż Kawalerski Orderu Krzyża Wojskowego, a w 2015 (wraz z częścią innych obrońców City Hall) Krzyż Wojskowy.